# Địa lý Internet
Địa lý Internet, còn được gọi là cybergeography, là một nhánh phụ của địa lý chuyên nghiên cứu về tổ chức không gian của Internet, từ các quan điểm xã hội, kinh tế, văn hóa và công nghệ. Giả định cốt lõi của địa lý Internet là vị trí của các máy chủ, trang web, dữ liệu, dịch vụ và cơ sở hạ tầng là chìa khóa để hiểu sự phát triển và động lực của Internet. Trong số các chủ đề được đề cập trong chuyên ngành này, đặc biệt quan trọng là thông tin địa lý và phân chia số.